# El centinela (Fabritius)

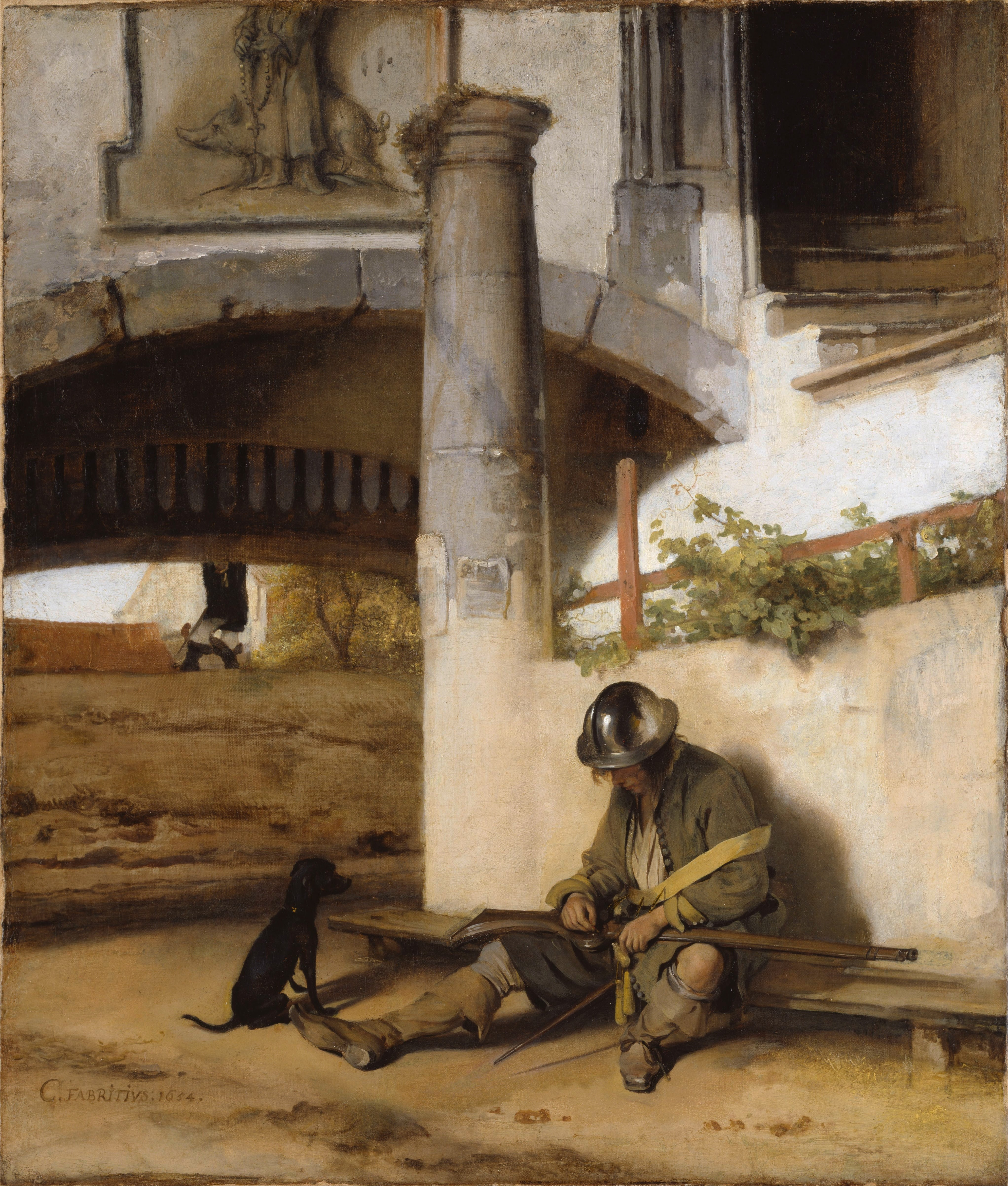
El centinela, Carel Fabritius; 1654.

El centinela es una pintura de Carel Fabritius de 1654. Lo pintó en Delft, poco antes de su prematura y trágica muerte como resultado del desastre del polvorín el 12 de octubre.

## Presentación
A primera vista, parece ser una simple escena de género, pero una inspección más cercana del cuadro plantea todo tipo de preguntas. Un centinela se ha quedado dormido mientras cargaba su mosquete. Detrás de él hay un enigmático conjunto de una columna sin función, una escalera que no conduce a ninguna parte y un medio relieve de San Antonio con su cerdo, colocado sobre una estructura que se asemeja a un cruce entre una puerta de ciudad y un puente sobre tierra. Detrás del puente de la puerta se puede ver el abdomen y piernas de un hombre con una espada. Este último detalle fue aparentemente considerado más tarde tan extraño que fue cubierto en el siglo XVIII. La figura solo reapareció durante la restauración en 2004-2005.
Se han hecho muchos intentos para descubrir el significado profundo detrás de la obra. La pintura aludiría a la vigilancia debilitada tras la Paz de Münster en 1648, o la figura de San Antonio, ermitaño ejemplo de resistencia a las tentaciones, se referiría a la diligencia que no muestra el centinela. Igualmente, un perro, símbolo de lealtad y vigilancia, está parado ante el centinela dormido, como reprochando su actitud. Estos dos detalles sugieren que la explicación más simple y probable es que se trata de una representación levemente moralista-satírica de la Pereza: el centinela renuncia a su deber, mientras que el enemigo (?) se infiltra en la ciudad. Esto lo convierte en la contraparte masculina de las sirvientas durmientes o coqueteando de Nicolaes Maes. Según otra interpretación, el soldado no está dormido en absoluto y en realidad está tan concentrado que no se da cuenta de lo que sucede a su alrededor.

## Técnica

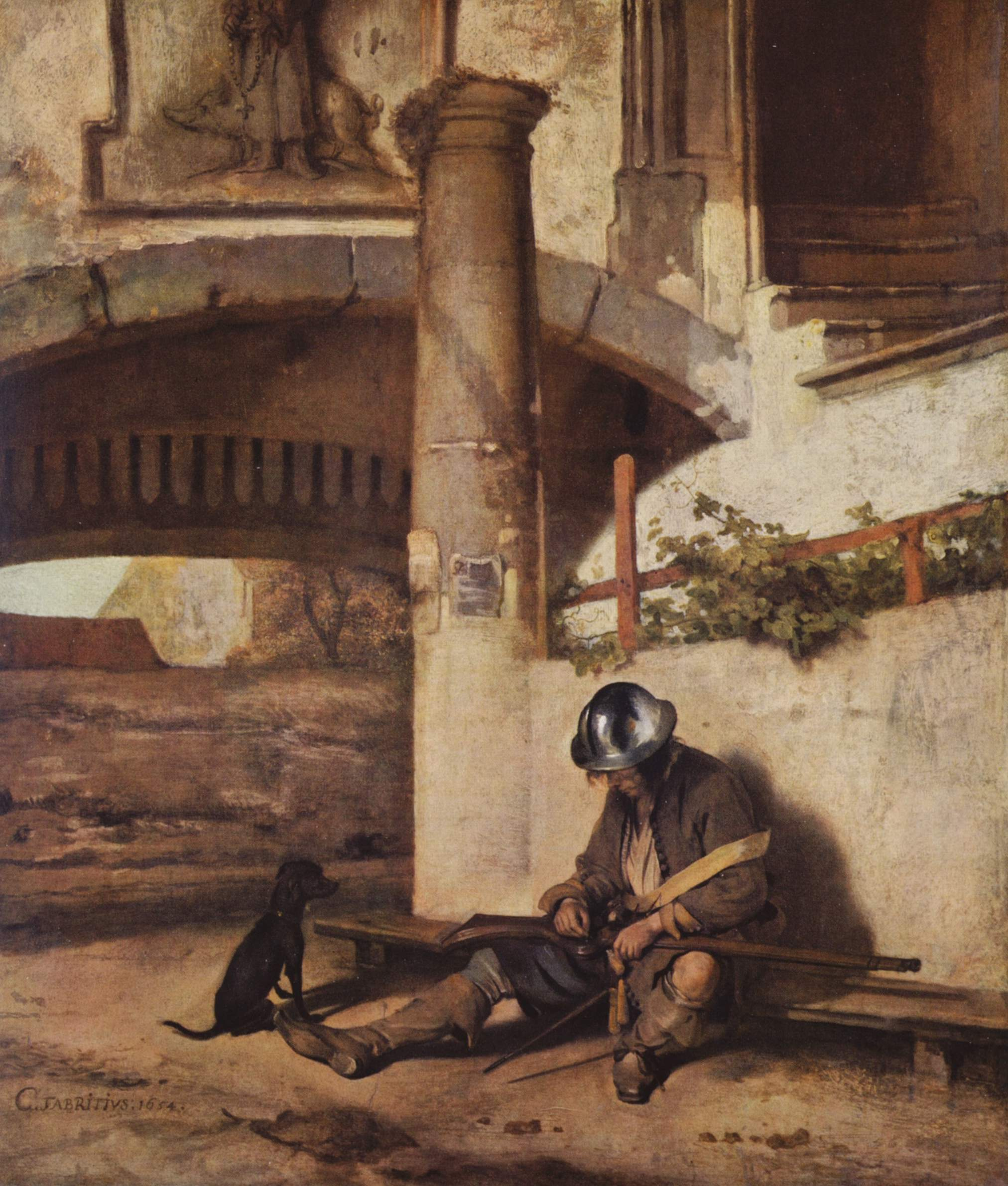
El centinela de Carel Fabritius, antes de la restauración de 2004, que al limpiar y retirar sobrepintes descubrió una medio figura al fondo que había sido cubierta más tarde.

Es posible que Fabritius haya concebido esta pintura principalmente como una demostración de su dominio "en materia de perspectivas así como en la coloración natural", como lo describió el historiador de la ciudad de Delft Van Bleyswijck. Lo llamativo en este caso es que este maestro de la luz y la perspectiva en realidad ha pecado contra las reglas de esta, aparentemente a propósito, porque las líneas de perspectiva que desaparecen y las sombras que caen en diferentes direcciones o están ausentes (como con la columna), crean una atmósfera extraña, irreal, de ensueño.
Fabritius habría pintado este tour de force de color y arquitectura para un entusiasta que apreció el valor artístico de la pintura. Con esto marcó una tendencia que no mucho más tarde conduciría a las tranquilas obras maestras de Johannes Vermeer.
La técnica de dibujo del relieve de San Antonio ha sido utilizada por Peter Schatborn como argumento para atribuir a Fabritius una serie de dibujos del estudio de Rembrandt.

## Origen
Quizás sea esta la "pintura pegada hecha por Fabritius, que representa a un cazador" que estaba en la fábrica de cerveza De Werelt en Leiden en 1677.
La pintura probablemente pasó a manos del duque de Mecklenburgo-Schwerin después de 1752. En 1807 fue tomada como botín de guerra por Napoleón y exhibida en el Musée Napoléon (Louvre) de París. En esta ocasión se limpió y apareció la firma de Fabritius. Esto marcó el comienzo del redescubrimiento de su obra.
Después de la batalla de Waterloo en 1815, la pintura regresó a Schwerin. En 1919 pasó a manos del Estado Libre de Mecklemburgo-Schwerin.